# 三進製作所
株式会社三進製作所（さんしんせいさくしょ）は、愛知県名古屋市中村区亀島二丁目に本社を置く、ろ過機、排水処理用機器、リサイクル機器の開発・設計・製造・販売を行う企業である。
水処理機器のパイアニアメーカーで、表面処理、機械、化学、鉄鋼、食品などの工業分野で、固液分離、液の精製、排水処理、資源回収・再利用に活用される。社名の「三進製作所」の由来は、「過去二度の失敗から三度目こそはうまく進むように」という思いと「三は基本数字の最後でもう後がない」という覚悟が込められている。

## 沿革
- 1948年 - 三進製作所を創立[2]。
- 1948年 - 搾油機、製粉機、精米機などの農機具を製造・販売。清涼飲料水を主な市場に素焼筒ろ過機を開発。
- 1950年 - めっき用ろ過機を開発[2]。
- 1959年 - めっき水洗工程における節水技術の開発を行い、資源回収再利用技術開発の第一歩を踏み出す[2]。
- 1961年 - ろ過促進法を応用したろ過機が「科学技術庁長官奨励賞」受賞[2]。
- 1966年 - 全国中小企業団体連合会の第一回全国中小企業表彰大会において「内閣総理大臣賞」受賞[2]。
- 1968年 - 日本初のめっき団地「葛飾めっき工場アパート」に総合排水処理設備を納入[2]。
- 1971年 - 通産省より重要技術研究開発の補助金を受け、「薬品・水の再利用を兼ねためっき排水処理に関する工業化試験」を実施。
- 1971年 - 回収を中心とした経済的なめっき排水公害防止システム（エコノバックシステム）を発表[2]。
- 1971年 - 中小企業研究センター賞（現「グッドカンパニー大賞」）・全国表彰を受賞[2]。
- 1976年 - 犬山工場に資源化センターを設立[2]。ボンベ型イオン交換機（パトローネi）販売開始。
- 1981年 - 柳下芳輝（創業社長）、長年にわたる発明考案功労により「黄綬褒章」受章[2]。
- 1989年 - 特許出願件数が600件を突破[2]。
- 1990年 - 柳下芳輝（創業社長）、発明考案功労により「勳五等瑞宝章」受章[2]。
- 1996年 - マレーシアに E.B.S.Patrone (MALAYSIA) SDN.BHD. を設立[2]。
- 2001年 - 環境マネジメントシステムISO14001の認証を取得[2]。
- 2003年 - 品質マネジメントシステムISO9001の認証を取得[2]。
- 2004年 - 愛知県選定の「愛知ブランド企業」に認定される[2]。
- 2004年 - 中国に三進化工環保装置（蘇州）有限公司を設立[2]。
- 2005年 - 無排水処理エコプレーティングが「愛・地球賞」を受賞[2]。
- 2007年 - 資源化センターシステムが「愛知環境賞・銀賞」を受賞[2]。
- 2011年 - 柳下芳輝（創業社長）、享年92で逝去[2]。
- 2013年 - タイに SANSHIN E.B.S. (THAILAND) CO., LTD. を設立[2]。
- 2013年 - 創立65周年[2]。
- 2015年 - ドイツの国際化学技術見本市「ACHEMA2015」に初出展。
- 2016年 - 経済産業省から「はばたく中小企業・小規模事業者300社」に選定。
- 2016年 - 愛知県から平成27年度先導的・効果的な排出抑制関係施設整備事業の認定を受け、更に高機能化された資源回収システム事業を開始。犬山工場の資源化センターでは、ボンベ型イオン交換塔の引取再生サービスにより、イオン交換樹脂を用いてお客様の最終水洗槽から資源（水・薬品・金属）を回収再利用する事業を40年継続。資源化センターの高機能化、標準化、自動化を進め、リサイクル効率を上げる。
- 2018年 - 創立70周年[3]。
- 2021年 - 排水処理用機器の累計納入実績が10,000基超を達成[3]。

## 事業内容
- 各種水処理装置の開発・設計・製造・販売
- リサイクリングサービス（イオン交換樹脂の再生及び金属回収）
- 計量証明事業（濃度）
- ろ過事業
- 排水処理事業
- リサイクル事業

## 主な取扱製品
- ろ過機（精密ろ過機、脱水ろ過機、油水分離装置、熱交換器、ろ材、クローズドろ過システム）
- 排水処理用機器（MF膜ろ過装置、凝集沈殿装置、砂ろ過機、脱水機、総合排水処理システム）
- リサイクル機器（イオン交換機、濃縮装置、酸金属塩分離装置、純水製造装置、硝酸活性浴管理装置、資源化センターシステム）

## 事業所
- 本社 - 愛知県名古屋市中村区
- 本部・犬山工場 - 愛知県犬山市
- 東京支店 - 東京都豊島区
- 北関東営業所 - 群馬県高崎市
- 東北出張所 - 福島県郡山市
- 名古屋支店 - 愛知県名古屋市中村区
- 大阪支店 - 大阪府大阪市東成区
- 九州営業所 - 福岡県福岡市博多区

## 関連会社

### 国内
- 株式会社三進ろ過工業 - 愛知県名古屋市中村区

### 海外
- E.B.S.Patrone (MALAYSIA) SDN.BHD. - マレーシア
- SANSHIN E.B.S. (THAILAND) CO., LTD. - タイ